# Chicago Bulls 1972-1973
La stagione 1972-73 dei Chicago Bulls fu la 7ª nella NBA per la franchigia.
I Chicago Bulls arrivarono secondi nella Midwest Division della Western Conference con un record di 51-31. Nei play-off persero la semifinale di conference con i Los Angeles Lakers (4-3).

## Roster
| N° | Naz.                   | Ruolo | Sportivo        | Anno | Alt. | Peso |
| -- | ---------------------- | ----- | --------------- | ---- | ---- | ---- |
| 2  | Stati Uniti (bandiera) | G     | Norm Van Lier   | 1947 | 185  | 78   |
| 4  | Stati Uniti (bandiera) | GA    | Jerry Sloan     | 1942 | 196  | 88   |
| 8  | Stati Uniti (bandiera) | G     | Bob Weiss       | 1942 | 188  | 82   |
| 10 | Stati Uniti (bandiera) | A     | Bob Love        | 1942 | 203  | 98   |
| 14 | Stati Uniti (bandiera) | C     | Clifford Ray    | 1949 | 206  | 104  |
| 18 | Stati Uniti (bandiera) | C     | Tom Boerwinkle  | 1945 | 213  | 120  |
| 20 | Stati Uniti (bandiera) | C     | Dennis Awtrey   | 1948 | 208  | 107  |
| 21 | Stati Uniti (bandiera) | G     | Jim King        | 1941 | 188  | 79   |
| 23 | Stati Uniti (bandiera) | A     | Rowland Garrett | 1950 | 198  | 95   |
| 24 | Stati Uniti (bandiera) | A     | Gar Heard       | 1948 | 198  | 99   |
| 25 | Stati Uniti (bandiera) | GA    | Chet Walker     | 1940 | 198  | 96   |
| 34 | Stati Uniti (bandiera) | G     | Frank Russell   | 1949 | 191  | 82   |
| 40 | Stati Uniti (bandiera) | A     | Kenny McIntosh  | 1949 | 201  | 102  |
| 54 | Stati Uniti (bandiera) | AC    | Howard Porter   | 1948 | 203  | 100  |

## Staff tecnico
- Allenatore: Dick Motta
- Vice-allenatore: Phil Johnson
- Preparatore atletico: Bob Biel